# Uta Rachov
Uta Rachov, auch Uta Rachow (* 1948 in Neustrelitz) ist eine deutsche Schauspielerin und Hörspielsprecherin.

## Leben
Uta Rachov absolvierte von 1972 bis 1975 eine Schauspielausbildung an der privaten Schauspielschule Hilla Preuß in Berlin. Im Jahr 1985 debütierte sie als Schauspielerin in der ZDF-Sendung Aktenzeichen XY … ungelöst. In dieser Sendung hatte sie auch ihre meisten Auftritte (insgesamt 23 Auftritte bis 2023). Ihren ersten anderen Auftritt außerhalb von Aktenzeichen XY ... ungelöst hatte sie jedoch erst im Jahr 1998. Seitdem übernahm sie in zahlreichen bekannten Fernsehsendungen und -filmen sowie Kinofilmen Nebenrollen (beispielsweise Marienhof, Herr Bello oder Unter deutschen Betten).
Überdies ist Uta Rachov auch als Hörspielsprecherin tätig.
Uta Rachov lebt in München.

## Sonstiges
Rachov spricht fließend Berlinerisch sowie Sächsisch und Plattdeutsch, sie beherrscht auch die englische und die griechische Sprache.

## Filmografie (Auswahl)
- seit 1985: Aktenzeichen XY ... ungelöst (insgesamt 23 Auftritte)
- 1998: Die Puppe (Kurzfilm), als Gefängniswärterin
- 1999: Sündenfall (Kurzfilm), als Sportlehrerin
- 1999: Höllische Nachbarn (Fernsehsendung), als Hausmeisterin
- 2002: Marienhof (Fernsehsendung), als Gefängniswärterin
- 2005: Es ist ein Elch entsprungen (Kinofilm), als Ärztin
- 2006: Herr Bello (Kinofilm), als Frau Kuh
- 2010: Machen wir’s auf Finnisch (Fernsehfilm), als Polizistin
- 2016: Thailand sehen und sterben (Spielfilm), als Obdachlose
- 2017: Unter deutschen Betten (Kinofilm), als Gefängnisinsassin
- 2017: Der Staatsfeind (Fernsehsendung), als Obdachlose
- 2018:  Racko – Ein Hund für alle Fälle (Fernsehsendung), als Frau Gleinke
- 2020: Als wir neue Täler schufen (Kurzfilm) als Christine Bruck
- 2024: Rita und Hans (Fernsehfilm)

## Hörspiele
- 2020: Daniel Wild: Tag-X (Erna) – Regie: Martin Heindel (Original-Hörspiel – BR)
- 2020: Gesche Piening: Einsam stirbt öfter – Ein Requiem – Regie: Gesche Piening (Original-Hörspiel – BR)